# Cainui huye
Pour plus de détails, voir Fiche technique et Distribution.
Cainui huye (카인의 후예, littéralement « les descendants de Caïn ») est un film sud-coréen réalisé par Yu Hyǒn-mok, sorti en 1968.

## Synopsis
À la suite de la libération de la Corée de la colonisation japonaise, les Nords-coréens exproprient des propriétaires au nom de la Révolution communiste.

## Fiche technique
- Titre : Cainui huye
- Titre original : 카인의 후예
- Titre anglais : Descendants of Cain
- Réalisation : Yu Hyǒn-mok
- Scénario : Hwang Su-won
- Musique : Kim Dong-jin
- Photographie : Lee Seong-chul
- Montage : Lee Kyeong-ja
- Production : Lee Jong-byeok
- Pays :  Corée du Sud
- Genre : Drame et historique
- Durée : 107 minutes
- Dates de sortie : 
  -  Corée du Sud : 1er juin 1968

## Distribution
- Kim Jin-kyu
- Park No-shik
- Mun Hie
- Choi Bong

## Distinctions
Le film a reçu le Blue Dragon Film Award du meilleur film.